# Alexander Rentsch
Heinz Alexander Rentsch (* 1922; † 2000) war ein deutscher Schriftsteller und Journalist.
Er veröffentlichte zahlreiche Romane, unter anderem zu Fernsehserien, sowie unter Pseudonym oder als Ghostwriter auch Biografien. 

## Werke
- Ein Fall für Liebling Kreuzberg, München: Droemer Knaur, 1989 (zur TV-Serie Liebling Kreuzberg)
- Zwei Münchner in Hamburg, Frankfurt/M.: Ullstein, 1992, und Zwei Münchner in Hamburg werden endlich eine Familie, München: Langen-Müller, 1991 (zur TV-Serie Zwei Münchner in Hamburg)
- Rivalen der Rennbahn, Frankfurt/M.; Berlin: Ullstein, 1991, ISBN 3-548-22480-6 (zur TV-Serie Rivalen der Rennbahn)
- Für einzelne Folgen der TV-Serien Das Erbe der Guldenburgs und Ein Heim für Tiere verfasste er Drehbücher.